# Fiji op de Olympische Zomerspelen 2000
Fiji nam deel aan de Olympische Zomerspelen 2000 in Sydney, Australië. Ook de tiende deelname aan de Olympische Zomerspelen bleef zonder medailles.

## Deelnemers en resultaten

### Atletiek
| Olympiër                | Onderdeel | Resultaat | Prestatie               |
| ----------------------- | --------- | --------- | ----------------------- |
| Isireli Naikelekelevesi | 800m (m)  | 48e       | serie 2: 7de in 1.49,61 |

### Gewichtheffen
| Olympiër     | Onderdeel | Resultaat | Prestatie                                                |
| ------------ | --------- | --------- | -------------------------------------------------------- |
| Kesaia Tawai | -63kg (v) | 9e        | trekken: 9de met 75kg stoten: 9de met 90kg totaal: 165kg |

### Judo
| Olympiër                    | Onderdeel  | Resultaat | Prestatie                                            |
| --------------------------- | ---------- | --------- | ---------------------------------------------------- |
| Nacanieli Takayawa-Qerawaqa | +100kg (m) | 21e       | 1ste ronde: vrij 2de ronde: V van CUB Sanchez: ippon |
|                             |            |           |                                                      |
| Laisa Laveti Tuifagalele    | -78kg (v)  | 21e       | 1ste ronde: V van GBR Cowen                          |

### Zeilen
| Olympiër   | Onderdeel   | Resultaat | Prestatie                                 |
| ---------- | ----------- | --------- | ----------------------------------------- |
| Tony Philp | mistral (m) | 10e       | 88 punten: (17-11-3-21-33-13-22-3-2-12-6) |

### Zwemmen
| Olympiër           | Onderdeel           | Resultaat | Prestatie                   |
| ------------------ | ------------------- | --------- | --------------------------- |
| Carl Probert       | 100m vrije slag (m) | 36e       | serie 4: 1ste in 51,34 (NR) |
| Carl Probert       | 200m vrije slag (m) | 45e       | serie 2: 6de in 1.54,98     |
|                    |                     |           |                             |
| Caroline Pickering | 50m vrije slag (v)  | 35e       | serie 6: 6de in 26,57       |
| Caroline Pickering | 100m vrije slag (v) | 38e       | serie 2: 5de in 58,62       |

Albanië · Algerije · Amerikaanse Maagdeneilanden · Amerikaans-Samoa · Andorra · Angola · Antigua en Barbuda · Argentinië · Armenië · Aruba · Australië · Azerbeidzjan · Bahama's · Bahrein · Bangladesh · Barbados · België · Belize · Benin · Bermuda · Bhutan · Bolivia · Bosnië en Herzegovina · Botswana · Brazilië · Britse Maagdeneilanden · Brunei · Bulgarije · Burkina Faso · Burundi · Cambodja · Canada · Centraal-Afrikaanse Republiek · Chili · China · Chinees Taipei · Colombia · Comoren · Congo-Brazzaville · Congo-Kinshasa · Cookeilanden · Costa Rica · Cuba · Cyprus · Denemarken · Djibouti · Dominica · Dominicaanse Republiek · Duitsland · Ecuador · Egypte · El Salvador · Equatoriaal-Guinea · Eritrea · Estland · Ethiopië · Fiji · Filipijnen · Finland · Frankrijk · Gabon · Gambia · Georgië · Ghana · Grenada · Griekenland · Groot-Brittannië · Guam · Guatemala · Guinee · Guinee‑Bissau · Guyana · Haïti · Honduras · Hongarije · Hongkong · Ierland · IJsland · India · Indonesië · Irak · Iran · Israël · Italië · Ivoorkust · Jamaica · Japan · Jemen · Joegoslavië · Jordanië · Kaaimaneilanden · Kaapverdië · Kameroen · Kazachstan · Kenia · Kirgizië · Koeweit · Kroatië · Laos · Lesotho · Letland · Libanon · Liberia · Libië · Liechtenstein · Litouwen · Luxemburg · Macedonië · Madagaskar · Malawi · Malediven · Maleisië · Mali · Malta · Marokko · Mauritanië · Mauritius · Mexico · Micronesië · Moldavië · Monaco · Mongolië · Mozambique · Myanmar · Namibië · Nauru · Nederland · Nederlandse Antillen · Nepal · Nicaragua · Nieuw-Zeeland · Niger · Nigeria · Noord-Korea · Noorwegen · Oeganda · Oekraïne · Oezbekistan · Oman · Oostenrijk · Pakistan · Palau · Palestina · Panama · Papoea-Nieuw-Guinea · Paraguay · Peru · Polen · Portugal · Puerto Rico · Qatar · Roemenië · Rusland · Rwanda · Saint Kitts en Nevis · Saint Lucia · Saint Vincent en Grenadines · Salomonseilanden · Samoa · San Marino ·  Sao Tomé en Principe · Saoedi-Arabië · Senegal · Seychellen · Sierra Leone · Singapore · Slovenië · Slowakije · Soedan · Somalië · Spanje · Sri Lanka · Suriname · Swaziland · Syrië · Tadzjikistan · Tanzania · Thailand · Togo · Tonga · Trinidad en Tobago · Tsjaad · Tsjechië · Tunesië · Turkije · Turkmenistan · Uruguay · Vanuatu · Venezuela · Verenigde Arabische Emiraten · Verenigde Staten · Vietnam · Wit-Rusland · Zambia · Zimbabwe · Zuid-Afrika · Zuid-Korea · Zweden · Zwitserland · Individuele olympische atleten